# Jānis Vitenbergs
Jānis Vitenbergs (ur. 8 maja 1985) – łotewski polityk, poseł na Sejm, od 2020 do 2021 i ponownie od 2021 do 2022 minister gospodarki, w latach 2022–2023 minister transportu.

## Życiorys
W 2008 ukończył studia z zakresu zarządzania w turystyce na Uniwersytecie Lipawskim. Pracował w sektorze prywatnym, w tym w branży cateringowej. Związał się z ugrupowaniem KPV LV, z jego ramienia w wyborach w 2018 uzyskał mandat posła na Sejm XIII kadencji.
W kwietniu 2020 objął urząd ministra gospodarki, dołączając do rządu Artursa Krišjānisa Kariņša. Zastąpił na tej funkcji Ralfsa Nemiro. W kwietniu 2021 zrezygnował z członkostwa w dotychczasowej partii, składając akces do Zjednoczenia Narodowego. W maju 2021 zakończył pełnienie funkcji ministra. Powrócił na tę funkcję w czerwcu 2021, gdy jego poprzednie ugrupowanie zostało usunięte z koalicji rządzącej. Zakończył urzędowanie w maju 2022. W tym samym roku z powodzeniem ubiegał się o poselską reelekcję. W grudniu 2022 został ministrem transportu w powołanym wówczas drugim rządzie Artursa Krišjānisa Kariņša. Funkcję tę pełnił do września 2023.